# Arnedillo
Arnedillo és un municipi de la Rioja. Es troba en la Rioja Baixa, a pocs quilòmetres d'Arnedo, entre les serres de Hez i Peñalmonte. És travessat pel riu Cidacos. Són molt conegudes les aigües termals naturals que sorgeixen en la superfície després d'haver-se filtrat a gran profunditat adquirint una alta temperatura (uns 52,5 °C). Aquestes són aprofitades pel balneari situat en la riba dreta del riu, a la sortida del poble. Santa Eulalia Somera és una pedanía situada a 5 km d'Arnedillo, al costat de Santa Eulalia Bajera, però pertanyent al municipi d'Arnedillo.

## Història
Els seus orígens es troben sobre el segle x. En el vot de Fernán González la població apareix nomenada com "Arnietello".
En 1170 Alfons VIII de Castella donava la vila i el castell a la catedral de Calahorra sent bisbe Rodrigo. El bisbe Juan Pérez arriba a un acord amb el cabildo en 1224 pel qual es fa amb el senyoriu, però en 1252 la vila es va aixecar contra ell per no reconèixer-lo com el seu senyor, atacant el seu palau i castell. Els rebels van ser controlats i multados amb 300 maravediés per les danys ocasionats, havent de rendir jurament de vassallatge. En 1366 Enric de Trastámara va ser proclamat rei. A canvi va haver de concedir als seus aliats títols i riqueses com pagament per l'ajuda rebuda en la seva fugida després de la derrota soferta en la batalla de Nájera. Per això va cedir Arnedillo a Juan Ramírez de Arellano.
En 1817 va sofrir un terratrèmol que va esquerdar les forests circumdants i destrueixo part dels seus edificis.